# Anatoli Vlassov
Pour les articles homonymes, voir Vlassov.
Anatoli Alexandrovitch Vlassov (en russe : Анато́лий Алекса́ндрович Вла́сов ; 20 août 1908 - 22 décembre 1975) est un physicien théoricien russe connu pour ses travaux en mécanique statistique, particulièrement dans le domaine des plasmas où il est l'auteur de l'équation de Vlassov.

## Biographie
Il entre en 1927 à l'université d'État de Moscou où il est diplômé en 1931. Il fera toute sa carrière dans cette université, devenant professeur en 1944 et directeur du département de physique théorique de 1945 à 1953.

## Travaux
Il a publié des résultats en optique, physique des plasmas, physique du solide, théorie de la gravitation et en physique statistique.
Il est surtout connu pour l'établissement d'une équation analogue à l'équation de Boltzmann mais valide pour des potentiels à longue portée comme on en rencontre en physique des plasmas,.
Vlassov, connu pour être un très bon pédagogue, a participé à des commissions destinées à améliorer l'enseignement.

## Récompenses
- Prix Lénine en 1970.

## Ouvrages
- (en) A. A. Vlasov, Many-Particle Theory and Its Application to Plasma, Gordon and Breach, 1961 (ISBN 0-677-20330-6)
- (ru) A. A. Vlasov, Statistical Distribution Functions, Nauka, 1966
- (ru) A. A. Vlasov, Nonlocal Statistical Mechanics, Nauka, 1978